# Carlsminde
 (juillet 2021).
Si vous disposez d'ouvrages ou d'articles de référence ou si vous connaissez des sites web de qualité traitant du thème abordé ici, merci de compléter l'article en donnant les références utiles à sa vérifiabilité et en les liant à la section « Notes et références ».
Carlsminde est un manoir de style baroque situé au 30 Søllerødvej à Søllerød, dans la municipalité de Rudersdal, à environ 20 kilomètres au nord du centre de Copenhague, au Danemark. Le bâtiment a été inscrit sur le registre danois des bâtiments et lieux protégés en 1918.

## Histoire
Carlsminde était à l'origine une ferme, puis une maison de campagne. Le bâtiment actuel a été construit pour le fabricant Peter Wasserfalls à la fin du XVIIIe siècle. Carlsminde a ensuite changé de mains à plusieurs reprises. L'un des derniers propriétaires était le premier ministre Christian Ditlev Frederik Reventlow qui voulait une résidence d'été proche de Copenhague. Une propriétaire ultérieure, Bolette Rudolphine Berg (1761-1836) a réalisé un parc de 3,5 hectares à l'anglaise.
Carlsminde appartiendra successivement ensuite à Rasmus Petersen de 1855 à 1867, puis au compositeur Emil Hartmann, et ensuite à GF Bentzen, avant d’être acquis par Isak Glückstadt qui a agrandi le domaine de 10 à 25 hectares, le parc étant aménagé par l'architecte paysagiste Erstad Jørgensen. Il était centré sur un lac avec des brochets et des tanches et abritait également deux éléphants d'Asie. En 1907, Glückstadt chargea l'architecte Carl Harald Brummer de construire une cabane de style norvégien, laquelle a été déplacée à Rungsted en 1910 puis à Holte au début des années 1940.
Dethlef Jürgensen, propriétaire de Carlsminde de 1913 à 1947, a vendu la plupart des terres, créant les rues Carlsmindevej et Carlsmindeparken. Figure centrale des hippodromes de Klampenborg, il construit l'aile latérale avec des écuries pour neuf chevaux. Un propriétaire ultérieur, Erik Møller a établi un manège à l'arrière des écuries dans les années 1950. Le parti Venstre est installé dans la propriété depuis 1971.

## Architecture
Le bâtiment principal fait face à une grande cour située au sud de Søllerødsvej. Une aile latérale détachée marque le côté est de la cour.
Le corps de logis est long de onze travées et se compose d'une cave haute, d'un bel étage et d'un toit à croupe mansardé en tuiles vernissées bleues. Le risalit médian à trois travées a été adapté en 1893. Les deux fenêtres qui flanquaient l'entrée principale ont été remplacées en 1894 par des niches avec des vases en grès. La cartouche de style rococo au-dessus de l'entrée principale et l'attique néclassique ont également été ajoutées alors. La combinaison d'éléments décoratifs de différents styles architecturaux est une caractéristique du style historiciste qui dominait l'architecture danoise à l’époque.
L'aile latérale contient deux petits appartements flanquant l'écurie. Le pignon nord de l'aile latérale est intégré au mur qui entoure en partie la propriété.